# Бутилиера Алта
Бутилиѐра А̀лта (на италиански: Buttigliera Alta; на пиемонтски: Butijera Auta, Бутийера Аута) е малък град и община в Метрополен град Торино, регион Пиемонт, Северна Италия. Разположен е на 414 m надморска височина. Към 1 януари 2020 г. населението на общината е 6347 души, от които 337 са чужди граждани.